# Batman Returns (игра, Spirit of Discovery)
Batman Returns — компьютерная игра в жанре приключенческая игра, повествующая о приключениях супергероя Бэтмена, основанных на одноимённом кинофильме 1992 года «Бэтмен возвращается». Версия для DOS разрабатывалась компанией Spirit of Discovery и была издана компанией Konami в 1992 году.

## Игровой процесс
Игра представляет собой приключенческую игру с несколькими локациями города и элементами beat 'em up. Игрок в роли Бэтмена, стоящего на страже Готэма, обнаруживает нового противника — Пингвина. За несколько дней он должен собрать улики на него и не допустить того, чтобы Пингвин стал мэром города или воспользовался своей армией пингвинов.
Собирая улики и выбивая показания у приспешников Пингвина, игрок должен связать их с действиями официальных лиц Готэма предотвратить преступные замыслы Пингвина в критические моменты сюжета. В игре присутствует несколько плохих и хороших концовок, зависящих от действия или бездействия игрока в определённый игровой момент.

## Оценки
Игра получила в основном средние оценки у европейских изданий. Немецкое издание PC Games присудила игре оценку 78 %, отметив высокую сложность игры из-за того, что игрок может проиграть, задав не тот вопрос во время допроса или не успев что-либо сделать по ходу сюжета, из-за чего ему придётся постоянно начинать игру заново или с последнего удачного сохранения.